# Yuppie Psycho
Yuppie Psycho — компьютерная игра в жанре квеста с элементами ужастика, разработанная Baroque Decay и выпущенная Another Indie. Релиз состоялся в 2019 году. Игра повествует о Брайане Пастернаке — выходце из бедной семьи, которому удостоилась одна из самых секретных и высокооплачиваемых должностей в корпорации «Синтракорп».

## Сюжет
Брайан Пастернак, главный герой, — выходец из одного из низших «классов» устраивается на работу в корпорацию «Синтракорп» (название происходит от фамилии основателя). В случае, если он устроится на работу, его ждёт хорошая заработная плата и положение в обществе. Только о работе ничего не известно вплоть до подписания контракта.
Когда Брайан попадает на самый высокий этаж, он видит следующую картину: пустующий офис директора и надпись кровью на мониторе: «Убей Ведьму» (англ. «Kill the Witch»). Это и есть его цель.

## Оценки
| Сводный рейтинг    | Сводный рейтинг        |
| Агрегатор          | Оценка                 |
| ------------------ | ---------------------- |
| GameRankings       | 81,25 %                |
| Metacritic         | ПК: 81/100 PS4: 75/100 |
| Иноязычные издания |                        |
| Издание            | Оценка                 |
| GameRevolution     | 8/10                   |
| IGN Japan          | 7,2/10                 |
| IGN Spain          | 8,4/10                 |

Игра получила «в основном положительные отзывы», согласно сайту-агрегатору Metacritic. Тайлер Триз из GameRevolution отмечает то, что игра «действительно страшная», критикуя устарелость механик и тот факт, что при повторном прохождении или прохождении с чекпойнта хоррор-составляющая теряется.

## Переиздание
29 октября 2020 года для ПК и PlayStation 4, Xbox One и Nintendo Switch вышло переиздание под названием Yuppie Psycho: Executive Edition, переиздание получило «в основном положительные отзывы» на Metacritic.

## Комментарии и примечания

### Комментарии
1. ↑  Во вселенной игры общество поделено на «классы» корпорациями, от, по сути, рабов без прав до уважаемого всем обществом высшим класса[2].